# Єрусалимський технологічний парк
Єрусалимський технологічний парк (англ. Jerusalem Technology Park, івр. גט"י - הגן הטכנולוגי), також Технологічний парк Мальхи (івр. הגן הטכנולוגי מלחה? англ. Hagan Hatechnologi Malha) — промисловий парк, розташований у районі Мальхи (Єрусалим).
Площа парку — 61 тис. м², будівництво почалося 1996 року. Розвивалась вся область, яка включає Єрусалимський торговий центр, Стадіон Тедді, Залізничний вокзал Єрусалим-Мальхи, Єрусалимський тенісний центр, біблійний зоопарк, житловий квартал та парк.
Парк був розроблений та побудований як частина плану міського розвитку, який фокусується на створенні якісного робочого середовища. У межах парку, між його будівлями, є також сад скульптури.

## Керівництво
Парком володіє та керує група ISRAS, яка пропонує офісний простір у парку лише для оренди, при цьому забезпечуючи послуги з управління та обслуговування. 70 % орендарів — це високотехнологічні галузеві компанії та 30 % — це бізнес-послуги та медіа-сектори. Відомими орендарями є:
- IBM R&D Labs в Ізраїлі[3]
- Бюро BBC на Середньому Сході[4]
- Thomson Reuters в Ізраїлі[5]
- Deltathree
- Answers.com
- Ex Libris Group Development Center
- Glide
- Freightos
- Visionix
- Nanonics Imaging
- Pepticom
- Посольство Гватемали
- Посольство Парагваю